# Veronika Bard
Veronika Bertel Jutta Bard, född 19 augusti 1954 i Sollefteå församling i Västernorrlands län, är en svensk före detta diplomat.

## Biografi
Bard avlade filosofie kandidat-examen 1977 och var informationssekreterare vid Handikappinstitutet 1978–1980. Hon var kanslisekreterare i Utrikesdepartementet 1980–1981, ambassadsekreterare vid ambassaden i London 1981–1982, förste ambassadsekreterare vid samma ambassad 1982–1984, förste ambassadsekreterare vid ambassaden i Moskva 1984–1988, departementssekreterare i Utrikesdepartementet 1988–1990, pressattaché vid ambassaden i Bonn 1990–1992 och kansliråd i Utrikesdepartementet 1997. Hon var politisk rådgivare i Statsrådsberedningen 1997–2002, var generalsekreterare för Stockholms internationella forum 2000–2001 och var minister vid ambassaden i Wien 2002–2007. Hon var ambassadör vid den svenska OSSE-delegationen i Wien 2007–2012, ambassadör i Moskva 2012–2015 och ambassadör vid Sveriges representation hos de internationella organisationerna i Genève 2015–2020.
Veronika Bard var tidigare gift med Krister Bringéus och hette då Veronika Bard-Bringéus.